# Cupania paniculata
Cupania paniculata là một loài thực vật có hoa trong họ Bồ hòn. Loài này được Cambess. mô tả khoa học đầu tiên năm 1828.